# Panteleimon Kalpakidis
Panteleimon Kalpakidis (în greacă Παντελεήμων Καλπακίδης) (n. 1945, Salonic, Grecia) este un teolog grec, care îndeplinește funcția de mitropolit de Veria, Nausa și Kampania.

## Biografie
S-a născut în 1945 la Salonic, având numele de Ioanis Kalpakidis. S-a călugărit la Schitul „Sfânta Ana“ de la Muntele Athos. În 1969 a fost hirotonit ca diacon la Londra. În 1975 a absolvit studii teologice la Universitatea Aristotel din Salonic, după care a fost hirotonit preot în 1976 și a plecat să studieze la Oxford. În 1978 s-a întors în Grecia, unde a slujit 16 ani ca protosinghel la Mitropolia Salonicului și la Biserica „Sf. Dumitru“ din Salonic. A fost ales ca mitropolit de Veria, Nausa și Kampania și hirotonit la 29 mai 1994.